# Пахоловицкий, Станислав
Станислав Пахоловицкий (бел. Станіслаў Пахалавецкі; пол. Stanisław Pachołowiecki) — королевский секретарь и картограф Стефана Батория.
Активная картографическая деятельность Пахоловицкого приходится на время полоцкого похода Стефана Батория 1579 года, в результате он создал ряд карт и зарисовок укреплений Полоцкой земли. Ему принадлежат: карта Полоцкого воеводства, планы русских крепостей (вместе со Станиславом Сулимовским) взятых королём, в том числе два подробных плана осады Полоцка.
Карты и планы Пахоловицкого - одни из первых произведений военной картографии Великого княжества Литовского и Речи Посполитой, представляют большой интерес для истории архитектуры и  фортификации.
До наших дней рисунки русских крепостей дошли благодаря гравюрам, сделанным с них Дж. Б. Кавальери в Риме в 1580 году.

## Галерея

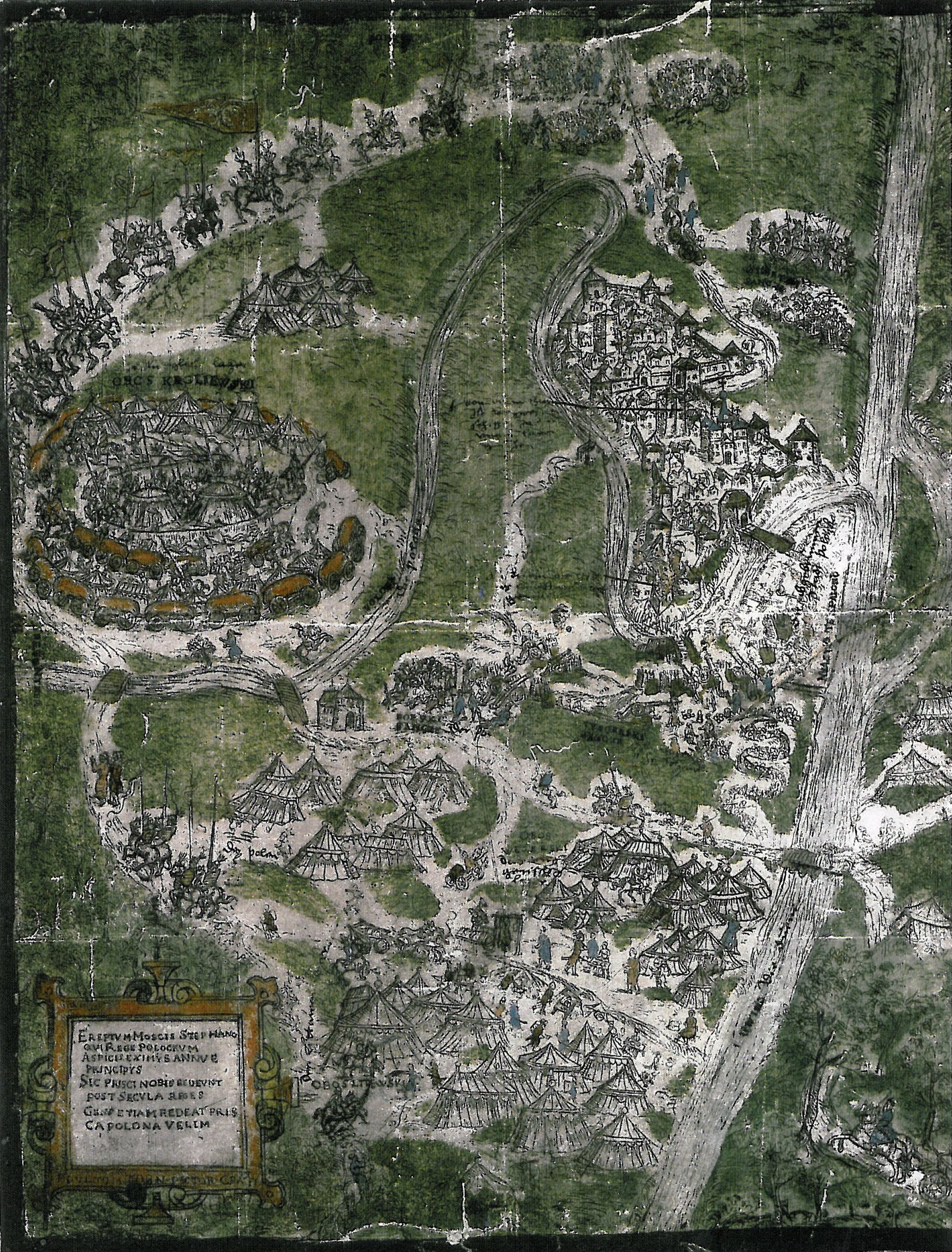
Осада Полоцка войсками Стефана Батория в 1579 г., акварель.
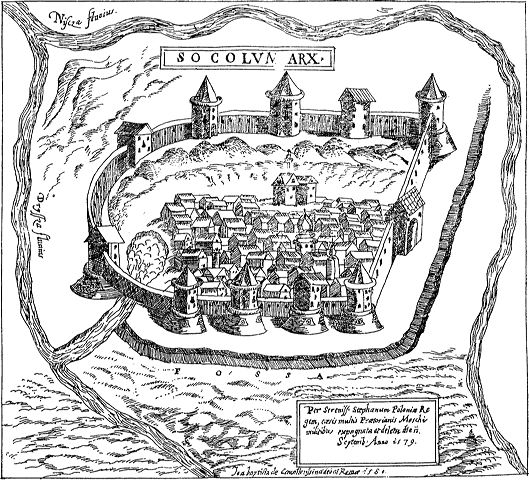
Замок Сокол в 1579 г., гравюра Дж. Б. Кавальери
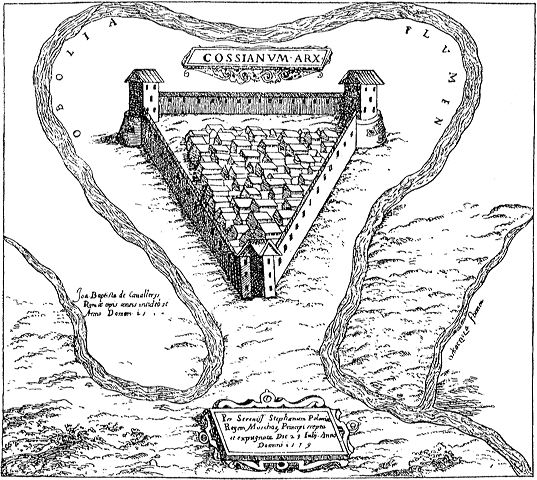
Козьянский замок в 1579 г., гравюра Дж. Б. Кавальери